# Ferdinand Adolf Gelbcke
Ferdinand Adolf Gelbcke (* 6. November 1812 in Zerbst/Anhalt; † 8. Maijul. / 20. Mai 1892greg. in Sankt Petersburg) war ein deutsch-russischer Pädagoge, Schriftsteller und Komponist.

## Leben
Ferdinand Gelbcke war der Sohn des Zerbster Kaufmanns Carl Friedrich Gelbcke (1783–1847) und der Hamburger Kaufmannstochter Anna Elisabeth Westphalen (1786–1849), einer Schwester des Hamburger Juristen Nicolaus Adolf Westphalen (1793–1854).
Von 1820 bis 1828 besuchte er das Zerbster Gymnasium und trat mit 16 Jahren als Lehrling in die Buchhandlung von Eduard Anton in Halle (Saale) ein. Hier war er zuletzt Teilhaber an Antons Verlagsgeschäft. 1831 ging er nach Dessau und studierte dort an der Musikschule des Hofkapellmeisters Friedrich Schneider (1786–1853).
Nach seinem Musikstudium ging er 1834 nach Russland und arbeitete zunächst als Gesangslehrer in den musikliebenden Sankt Petersburger Kaufmannsfamilien. 1838 heiratete er die Arzttochter Johanna Luise Scheilin (1813–1890). Dieser Ehe entstammte auch sein Sohn, der Pädagoge Carl Friedrich Gelbcke (1842–1922).
1846 wurde Gelbcke aufgefordert, dem Deutschen Wohltätigkeitsverein beizutreten. Bis 1849 stand Gelbcke diesem Verein als Direktor vor und führte die Geschäfte als Sekretär bis 1854. Im selben Jahr errichtete er während des Krimkrieges ein Hospital mit 50 Betten im fürstlich Beloselsky'schen Frauenasyl und leitete dieses bis 1882 als Direktor. Von 1857 bis zu seiner Pensionierung im Jahre 1874 war Gelbcke Lehrer für deutsche Sprache und Literatur an der Sankt Annen-Schule in Sankt Petersburg.
Gelbcke verfasste Dramen, Gedichte, Libretti und Lieder und übersetzte französische und englische Literatur ins Deutsche.

## Werke
als Verfasser
- Albrecht Dürers Tod. Drama in zwei Aufzügen. Leipzig 1836
- Octavianus Magnus. Ein satirisches Gedicht in vier Gesängen. Allen Freunden der Tonkunst. Hamburg 1840
- Peter der Große. Historisches Oratorium. Sankt Petersburg 1842
- Die Peri. Ein dramatisches Gedicht in drei Abtheilungen. Leipzig 1845
- Festspiel zur Schiller-Feier in Sankt Petersburg. St. Petersburg 1859
- Die Mutter der Strelitzen. Tragödie in einem Aufzug. Leipzig 1865
- Johann Fischart und Rabelais’ Gargantua.  St. Petersburg 1874 (Digitalisat bei der Johann Wolfgang Goethe-Universität Frankfurt)
- Zwölf deutsche Lieder für eine Singstimme mit Begleitung des Pianoforte
- Gedichte. Heidelberg 1884. (Digitalisat bei Google Books)

als Übersetzer
- Die Englische Bühne zu Shakespeare’s Zeit. Zwölf Dramen seiner Zeitgenossen. Uebersetzt von F. A. Gelbcke. Mit Einleitungen von Robert Boyle. 3 Bände, Brockhaus, Leipzig 1890
  - 1. Teil: John Lilly: Campaspe • Christoph Marlowe: Eduard II. • Benjamin Jonson: Volpone oder der Fuchs • Thomas Middleton: Die spanischen Zigeuner (Digitalisat bei Google Books)
  - 2. Teil: Thomas Middleton: Fortunatus und seine Söhne • Thomas Heywood: Der englische Reisende • John Webster: Appius und Virginia • Francis Beaumont (und Fletcher): Ein König und kein König. (Digitalisat, beigebunden Teil 3 bei Google Books)
  - 3. Teil: John Fletcher (und Massinger): Die beiden edlen Vettern • Philip Massinger: Der römische Mime • unbekannte(r) Autor(in): Mynheer Jan van Olden Barneveld • John Ford: Ein gebrochenes Herz (Digitalisat bei Google Books)
- William Shakespeare: Shakespeare’s Sonette. Hildburghausen 1867 (Digitalisat Im MDZ)
- Laurence Sterne: Sterne’s Tristram Shandy. Hildburghausen 1869
- François Rabelais: Gargantua und Pantagruel. 2 Bände. Leipzig 1879 (Digitalisat von Band 1 und Band 2 bei Google Books)

als Verleger
- Karl Rosenkranz: Geschichte der Poesie des Mittelalters. Anton & Gelbcke, Halle 1830
- Heinrich Leo: Handbuch der Geschichte des Mittelalters. Anton & Gelbcke, Halle 1830